# Schematherapie
Schematherapie werd ontwikkeld door de Amerikaanse psycholoog Jeffrey E. Young voor de behandeling van persoonlijkheidsstoornissen en chronische AS I-aandoeningen. Schematherapie is een integratieve psychotherapie die theorie en technieken combineert uit eerder bestaande therapieën, waaronder cognitieve gedragstherapie, psychoanalytische objectrelatietheorie, hechtingstheorie en gestalttherapie. Schematherapie wordt vooral ingezet wanneer andere technieken geen gewenste resultaten geven of ter ondersteuning van een langdurige behandeling. In Nederland is schematherapie een reguliere GGZ behandelmethode die zowel bij basis GGZ en gespecialiseerde GGZ wordt aangeboden. Schematherapie kan in groepsverband en op individueel niveau worden gegeven en wordt altijd begeleid door één of meerdere gecertificeerde psychologen. Het voornaamste doel van schematherapie is om cliënten te helpen bij het aanpakken en aanpassen van disfunctionele schema's, wat uiteindelijk leidt tot langdurige verbetering van hun functioneren. Schematherapie maakt gebruik van speciaal ontworpen technieken die cliënten helpen  emotionele herinneringen en vroege disfunctionele schema's te verwerken.

## Introductie
Vier belangrijke concepten binnen schematherapie zijn vroege disfunctionele schema's (of simpelweg schema's), copingmechanismen, modi en emotionele basisbehoeften.

### Schema's
In de cognitieve psychologie is een schema een gestructureerd en geautomatiseerd patroon van denken en gedrag dat ontstaat in onze vroege jeugd. Het kan ook worden omschreven als een mentale structuur van vooraf vastgestelde ideeën, een raamwerk dat een aspect van de wereld vertegenwoordigt, of een systeem voor het organiseren en waarnemen van nieuwe informatie. 
In schematherapie verwijst een schema specifiek naar een vroeg disfunctioneel schema. Vroege disfunctionele schema's zijn zelfondermijnende emotionele en cognitieve patronen die vanuit de kindertijd en gedurende het hele leven herhaald worden. Ze kunnen ontstaan vanuit trauma zoals bijvoorbeeld misbruik, verwaarlozing of mishandeling en door verlating of een gebrek aan normale menselijke genegenheid in het algemeen. Vroege disfunctionele schema's kunnen ook lichamelijke sensaties omvatten die geassocieerd worden met dergelijke emotionele herinneringen. Vroege disfunctionele schema's kunnen verschillende niveaus van intensiteit en frequentie hebben: hoe ernstiger het schema, hoe intenser de negatieve emotie wanneer het schema wordt getriggerd en hoe langer het vaak aanhoudt, hoe frequenter de oorzaak van het schema voorkwam, hoe groter het aantal situaties dat het triggert. Vaak hebben schema's een negatieve overtuiging over het "zelf" of "de wereld". Bijvoorbeeld, een persoon met een verlatingsschema kan een hypersensitief zelfbeeld creëren.

### Copingmechanismen
Copingmechanismen zijn de gedragsreacties van een persoon op de schema's zoals hierboven genoemd. Er zijn drie basis-copingmechanismen: overcompensatie, vermijding en overgave - wel bekend onder de Engelse term fight, flight or freeze. Iedereen heeft deze copingmechanismen en we hebben ze ook allemaal nodig om te overleven. Het is echter wel van belang dat deze copingmechanismes op een gezonde en veilige manier kan worden ontwikkeld. Wanneer dat niet gebeurt dan kan dat ervoor zorgen dat er mentale problemen ontstaan. Hierbij is de frequentie en hevigheid van de onveilige situatie sterk van invloed op de mentale problematiek. 
Deze disfunctionele copingstijlen (overcompensatie, vermijding of overgave) versterken vaak de schema's. In het voorbeeld van verlating: nadat iemand een dreiging van verlating in een relatie heeft ingebeeld zou iemand die de vermijdingsstijl hanteert, zich vervolgens emotioneel afstandelijk gaan gedragen om zichzelf bij voorbaat te beschermen tegen de dreigende verlating. De resulterende emotionele eenzaamheid of zelfs het daadwerkelijke verlies van de relatie, zou het verlatingsschema van de persoon bevestigen. Een ander voorbeeld kan worden gegeven voor het defectiviteitschema: iemand die de vermijdingsstijl hanteert, vermijdt mogelijk situaties die hen een gevoel van tekortkoming geven, of probeert het gevoel te verdoven met verslavingen of afleidingen. Iemand die de overgavestijl hanteert, kan oneerlijke kritiek tolereren zonder zichzelf te verdedigen. Iemand die de tegenaanval/overcompensatiestijl hanteert, kan extra moeite doen om bovenmenselijk perfect te zijn.

### Modi
Modi zijn geestestoestanden die schema's en copingstijlen groeperen tot een tijdelijke "manier van zijn" waarin een persoon af en toe of vaker kan overgaan. Bijvoorbeeld, een Kwetsbaar Kind-modus kan een geestestoestand zijn die schema's van Verlating, Defectiviteit, Wantrouwen/Misbruik en een overgavestijl (aan de schema's) omvat.
Als de emotionele basisbehoeften van een patiënt in de kindertijd niet worden vervuld, kunnen schema's, copingstijlen en modi zich ontwikkelen. Enkele basisbehoeften die zijn geïdentificeerd zijn verbinding, wederkerigheid, veerkracht en autonomie. Bijvoorbeeld, een kind met onvervulde behoeften op het gebied van verbinding - misschien als gevolg van ouderlijk verlies door dood, scheiding of verslaving - kan een Verlatingschema ontwikkelen.
Het doel van schematherapie is om patiënten te helpen aan hun emotionele basisbehoeften te voldoen. Dit wordt gedaan door de patiënt het volgende te leren:
- Schema's te helen, door de intensiteit van emotionele herinneringen en lichamelijke sensaties te verminderen. En door de cognitieve patronen die aan het schema zijn gekoppeld, te veranderen.
- Disfunctionele copingmechanismen en reacties te vervangen door adaptieve gedragspatronen.
- Technieken die worden gebruikt in schematherapie zijn onder andere beperkte heropvoeding en psychodramatechnieken zoals beeldherziening en imaginaire dialogen.

## Schemadomeinen
Psychologen J.E. Young, J.S. Klosko & M.E. Weishaar hebben in 2003 de geïdentificeerde schema's in vijf brede categorieën of domeinen geplaatst, waaronder 18 vroege disfunctionele schema's zijn gegroepeerd.

### Schema’s volgens indeling Young et al.

#### Ontkoppeling/afwijzing
- Verlating/instabiliteit
- Wantrouwen/misbruik
- Emotionele deprivatie
- Gebrekkigheid/schaamte
- Sociale isolatie/vervreemding

#### Beperkte autonomie en/of prestaties
- Afhankelijkheid/onbekwaamheid
- Vulnerabiliteit voor schade of ziekte
- Vermenging/onderontwikkelde zelf
- Falen

#### Beperkte grenzen
- Rechtvaardigheid/grootheid
- Onvoldoende zelfbeheersing en/of zelfdiscipline

#### Gerichtheid op anderen
- Onderwerping
- Zelfopoffering
- Goedkeuringszoekend/erkenningzoekend

#### Overwaakzaamheid/belemmering
- Negativiteit/pessimisme
- Emotionele belemmering
- Onophoudelijke normen/hyperkritiek
- Bestraffing

### Andere indeling schemadomeinen van Yalcin et al.
Hogere-orde factoranalyse door Yalcin, Lee & Correia (2020) wees uit dat er vier schemadomeinen zijn die overlappen met die voorgesteld door Young en zijn collega’s.
1. Emotionele dysregulatie
2. Ontkoppeling
3. Beperkte autonomie/onderontwikkeld zelf
4. Overmatige verantwoordelijkheid/overbeheersing

Primaire factoranalyse toonde aan dat bepaalde schema's verder konden worden opgesplitst:
- Het schema van Emotionele Remming werd opgesplitst in Emotionele Beperking en Angst om Controle te Verliezen.
- Het schema van Bestraffing werd opgesplitst in Bestraffing (Zelf) en Bestraffing (Anderen).

## Copingmechanismen
Copingmechanismen zijn gedragingen als reactie op ongewenste situaties die als onveilig en/of onprettig worden ervaren. Copingmechanismen zijn een essentieel onderdeel van onze overlevingsstrategieën. Wanneer copingmechanismen zich niet correct hebben kunnen ontwikkelen in de vroege jeugd worden disfunctionele schema's erdoor versterkt. De drie basis-copingmechanismen waar iedereen over bezit zijn vermijding, overgave en tegenaanval (fight, flight or freeze).
- Bij vermijding probeert de persoon situaties te vermijden die het schema activeren. Deze reacties zijn vooral gestuurd vanuit angst. Angst om weer in dezelfde of een soortgelijke situatie terecht te komen. De persoon vermijdt steeds vaker en steeds meer situaties welke kunnen leiden tot het activeren van de schema's. Het te vaak toegeven aan vermijding kan angststoornissen in de hand werken, zoals bijvoorbeeld agorafobie.
- Bij overgave geeft de persoon toe aan het schema, de persoon probeert er niet tegen te vechten en verandert zijn gedrag in de verwachting dat het gevreesde resultaat onvermijdelijk is. De persoon wordt hierbij sterk beperkt in de persoonlijke ontwikkeling omdat hierbij de eigen wensen en behoeftes onderdrukt worden.
- Bij tegenaanval, ook wel "overcompensatie" genoemd, doet de persoon extra moeite om te voorkomen dat het gevreesde resultaat van het schema plaatsvindt. Dit kan op meerdere manieren tot uiting komen: de persoon kan een agressieve houding richting de situatie tonen en triggers daarmee op afstand houden, de persoon kan overcompenseren door alles heel perfectionistisch te doen of de aanval op zichzelf richten wat tot zelfhaat leidt.

## Schema-modi
Schema-modi zijn kortdurende gemoedstoestanden die elke mens op een gegeven moment ervaart. Een schema-modus bestaat uit een cluster van schema's en copingstijlen. Situaties die een persoon als verontrustend, onveilig of beledigend ervaart, of die slechte herinneringen oproepen, worden "triggers" genoemd, die schema-modi activeren. Bij personen zonder mentale problematiek zijn schema-modi milde, flexibele gemoedstoestanden die gemakkelijk worden gekalmeerd door beredenering. Bij patiënten met mentale problematiek zijn schema-modi ernstigere, rigide gemoedstoestanden die moeilijk te kalmeren zijn.

### Categorisatie van de schema-modi
Young, Klosko & Weishaar (2003) hebben 10 schema-modi geïdentificeerd, gegroepeerd in vier categorieën:

#### Kind-modi
- Kwetsbaar Kind
- Boos Kind
- Impulsief/Ongedisciplineerd Kind
- Blij Kind

#### Disfunctionele Coping-modi
- Volgzame Overgever
- Afstandelijke Beschermer
- Overcompensator

#### Disfunctionele Ouder-modi
- Straffende Ouder
- Veeleisende Ouder

#### Gezonde Volwassene-modus
- Gezonde Volwassene

### Uitleg diverse schema-modi
Kwetsbaar Kind is de modus waarin de persoon zich gekwetst, ongewenst, ongeliefd voelt met een "ik tegen de wereld" denkwijze. De persoon kan het gevoel hebben dat leeftijdsgenoten, vrienden, familie en zelfs de hele wereld hen in de steek hebben gelaten. Gedragingen van personen in de Kwetsbaar Kind-modus kunnen (maar zijn niet beperkt tot) omvatten: in een ernstige depressie vallen, pessimisme, zich ongewenst voelen, zich onwaardig van liefde voelen en persoonlijkheidstrekken waarnemen als onherstelbare gebreken. Zelden kunnen zelfwaargenomen tekortkomingen bewust worden achtergehouden: wanneer dit gebeurt, in plaats van hun ware zelf te tonen, kunnen personen zich aan anderen voordoen als "egoïstisch", "aandachtzoekend", egoïstisch, afstandelijk en kunnen gedrag vertonen dat in strijd is met hun ware aard. De persoon kan een narcistische alter ego/persoonlijkheid creëren om aan de onzekerheid te ontsnappen of deze voor anderen te verbergen. Vanwege de angst voor afwijzing, van het gevoel losgekoppeld te zijn van hun ware zelf en een negatief zelfbeeld, kunnen deze personen, die juist verlangen naar gezelschap en genegenheid, in plaats daarvan anderen wegduwen.
Boos Kind wordt voornamelijk gevoed door gevoelens van victimisatie of bitterheid, wat leidt tot negativiteit, pessimisme, jaloezie en woede. Tijdens het ervaren van deze schema-modus kunnen personen de drang voelen om te schreeuwen, te schelden, dingen te gooien/breken, of mogelijk zichzelf te verwonden of anderen schade toe te brengen. De Boos Kind-schema-modus is woedend, angstig, gefrustreerd, zelf twijfelend en voelt zich niet gesteund in ideeën.
Impulsief Kind is de modus waarin alles is toegestaan. Gedragingen van de Impulsief Kind-schema-modus kunnen roekeloos rijden, middelenmisbruik, zichzelf snijden, suïcidale gedachten, gokken, of woedeaanvallen omvatten, zoals een muur slaan wanneer ze "getriggerd" worden of de schuld van omstandigheden leggen bij onschuldige mensen. Onveilige seks, roekeloze beslissingen om weg te rennen uit een situatie zonder oplossing, tantrums die door leeftijdsgenoten als kinderachtig worden ervaren, enzovoort zijn enkele van de gedragingen die een persoon in deze schema-modus zou kunnen vertonen. Impulsief Kind is de rebelse en zorgeloze schema-modus.
Afstandelijke Beschermer is gebaseerd op vermijding. Patiënten in de Afstandelijke Beschermer-schema-modus trekken zich terug, dissociëren, vervreemden zich op de een of andere manier of verbergen zich. Dit kan worden getriggerd door tal van stressfactoren of gevoelens van overweldigd zijn. Wanneer een patiënt met onvoldoende vaardigheden zich in een situatie bevindt waar er te veel van de persoon geëist wordt, kan dit een responsmodus van de Afstandelijke Beschermer activeren. Simpel gezegd worden patiënten gevoelloos om zichzelf te beschermen tegen de schade of stress van wat ze vrezen dat zal komen, of om zichzelf te beschermen tegen de angst voor het onbekende in het algemeen. 
Straffende Ouder wordt gekenmerkt door overtuigingen van een persoon dat ze streng gestraft moeten worden, zelfs wanneer ze een eenvoudige fout maken. De persoon kan het gevoel hebben dat ze gestraft moeten worden voor het bestaan zelf. Verdriet, woede, ongeduld en oordeel worden naar de persoon gericht en van de persoon af. De Straffende Ouder heeft grote moeite om zichzelf te vergeven, zelfs onder gemiddelde omstandigheden waarin iedereen tekort kan schieten aan hun normen. De Straffende Ouder wenst geen ruimte te geven voor menselijke fouten of onvolmaaktheid, dus is straf waar deze modus naar streeft. 
Gezonde Volwassene is de modus die schematherapie beoogt een persoon te laten bereiken als de langdurige staat van welzijn. De Gezonde Volwassene voelt zich comfortabel bij het nemen van beslissingen, is een probleemoplosser, denkt voorafgaand aan handelen, is gepast ambitieus, stelt grenzen, koestert zichzelf en anderen, vormt gezonde relaties, neemt alle verantwoordelijkheid op zich, maakt zaken af en geniet en neemt deel aan plezierige volwassen activiteiten en interesses met gehandhaafde grenzen, zorgt voor hun fysieke gezondheid en waardeert zichzelf. In deze schema-modus richt de patiënt zich op de dag van vandaag met hoop en streeft naar de best mogelijke morgen. De Gezonde Volwassene vergeeft het verleden, ziet zichzelf niet langer als slachtoffer (maar als overlevende), en drukt alle emoties uit op een gezonde manier die geen schade veroorzaakt aan zichzelf of anderen.